# Malaltia inflamatòria pelviana
La malaltia inflamatòria pelviana (MIP) és una infecció de la part superior del sistema reproductor femení, és a dir, l'úter, les trompes de Fal·lopi i els ovaris, i a l'interior de la pelvis. Sovint, pot no haver-hi símptomes. Els signes i símptomes, quan hi són presents, poden incloure dolor abdominal inferior, secrecions vaginals, febre, cremor amb la micció, dolor amb el sexe, sagnat després del sexe o menstruació irregular. La MIP no tractada pot provocar complicacions a llarg termini, incloent infertilitat, embaràs ectòpic, dolor pelvià crònic i càncer.
La malaltia és causada per bacteris que es propaguen des de la vagina i el coll uterí. Les infeccions per Neisseria gonorrhoeae o Chlamydia trachomatis són presents en el 75 al 90 per cent dels casos. [2] Sovint, hi ha diversos bacteris implicats. Sense tractament, al voltant del 10 per cent de les persones amb una infecció per clamidia i el 40 per cent de les persones amb una gonorrea desenvoluparan una MIP. Els factors de risc són generalment similars als de les infeccions de transmissió sexual i inclouen un gran nombre de parelles sexuals i el consum de drogues. La dutxa vaginal també pot augmentar el risc. El diagnòstic es basa normalment en els signes i símptomes que presenten. Es recomana considerar la malaltia en totes les dones en edat fèrtil que presentin dolor abdominal inferior. Un diagnòstic definitiu de MIP es fa trobant pus que afecti les trompes de Fal·lopi durant la cirurgia. L'ecografia també pot ser útil en el diagnòstic.
Els esforços per prevenir la malaltia inclouen tenir poques parelles sexuals i utilitzar preservatius. La detecció de dones amb risc d'infecció per clamidia seguida d'un tractament disminueix el risc de MIP. Si se sospita el diagnòstic, normalment s'aconsella el tractament. També s'hauria de tractar les parelles sexuals de la dona. En aquells amb símptomes lleus o moderats, es recomana una injecció única de l'antibiòtic ceftriaxona juntament amb dues setmanes de doxiciclina i possiblement metronidazole per via oral. Per a aquells que no milloren després de tres dies o tenen malalties greus, s'han d'utilitzar antibiòtics per via intravenosa.
A nivell mundial, es van produir al voltant de 106 milions de casos de clamidiosis i 106 milions de casos de gonorrea el 2008. No obstant això, el nombre de casos de MIP no és clar. S'estima que afecta aproximadament l'1,5% de les dones joves anualment. Als Estats Units, s'estima que el MIP afectarà aproximadament un milió de persones cada any. Un tipus de dispositiu intrauterí (DIU) conegut com a escut Dalkon va provocar un augment de les taxes de MIP a la dècada de 1970. Els DIU actuals no s'associen amb aquest problema després del primer mes.

## Etiologia
Infecciosa, generalment per bacteris.
Sovint per una malaltia de transmissió sexual, com candidosi, gonorrea i altres malalties d'origen bacterià (estafilococs, estreptococs).
Menys sovint per la implantació d'un dispositiu intrauterí o després d'un avortament.

## Quadre clínic

### Simptomatologia
Entre els símptomes es troben: dolor abdominal, secrecions vaginals amb característiques anormals. Aquests símptomes poden ampliar-se (habitualment en la forma aguda) a: febre, micció dolorosa, nàusees i vòmits, entre d'altres.

### Exploració física
L'exploració abdominal: dolor abdominal baix (a hipogastri i/o fosses ilíaques).
La palpació vaginal sol ser dolorosa (en palpar l'òrgan genital intern afectat).

### Proves complementàries
Anàlisis de sang (recompte de glòbuls blancs) i, usualment i en la forma aguda, es pot saber el germen que l'ocasiona amb l'anàlisi del fluix vaginal.
També es pot recórrer a l'ecografia i la laparoscòpia.

## Tractament
- Antiinflamatoris no esteroidals.
- Si l'origen és una infecció caldran antibiòtics o, més rarament, antimicòtics, depenent del cas.